# 保罗·汉密尔顿 (足球运动员)
保羅·漢密爾頓（英語：Paul Hamilton，1941年7月31日—2017年3月30日），奈及利亞足球运动员及经理。他死于奈及利亞拉各斯軍方醫院。

## 职业生涯
他整个球员生涯（1961-1975）都是为拉各斯NEPA出战。

## 教练职业生涯
退休后，他被聘为U-20国国家队教练。后来，他被聘为尼日利亚国家足球队总教练。但在1989年被解雇之后，尼日利亚失去1990年世界盃足球賽资格。他繼續擔任女國家隊的教練，带领她们进行她们的第一次世界杯比赛。在2006年夏季，他收到歐洲足球協會聯盟的教练许可证。

## 晚年生活
他說他幾個月前被診斷出患有心臟和腎臟的健康問題，
他的左腿由於受傷多处而要截肢。 他於2017年3月因長期患病而死亡。